# Астрильд ефіопський
Астри́льд ефіопський (Coccopygia quartinia) — вид горобцеподібних птахів родини астрильдових (Estrildidae). Мешкає в горах Східної і Центральної Африки.

## Опис

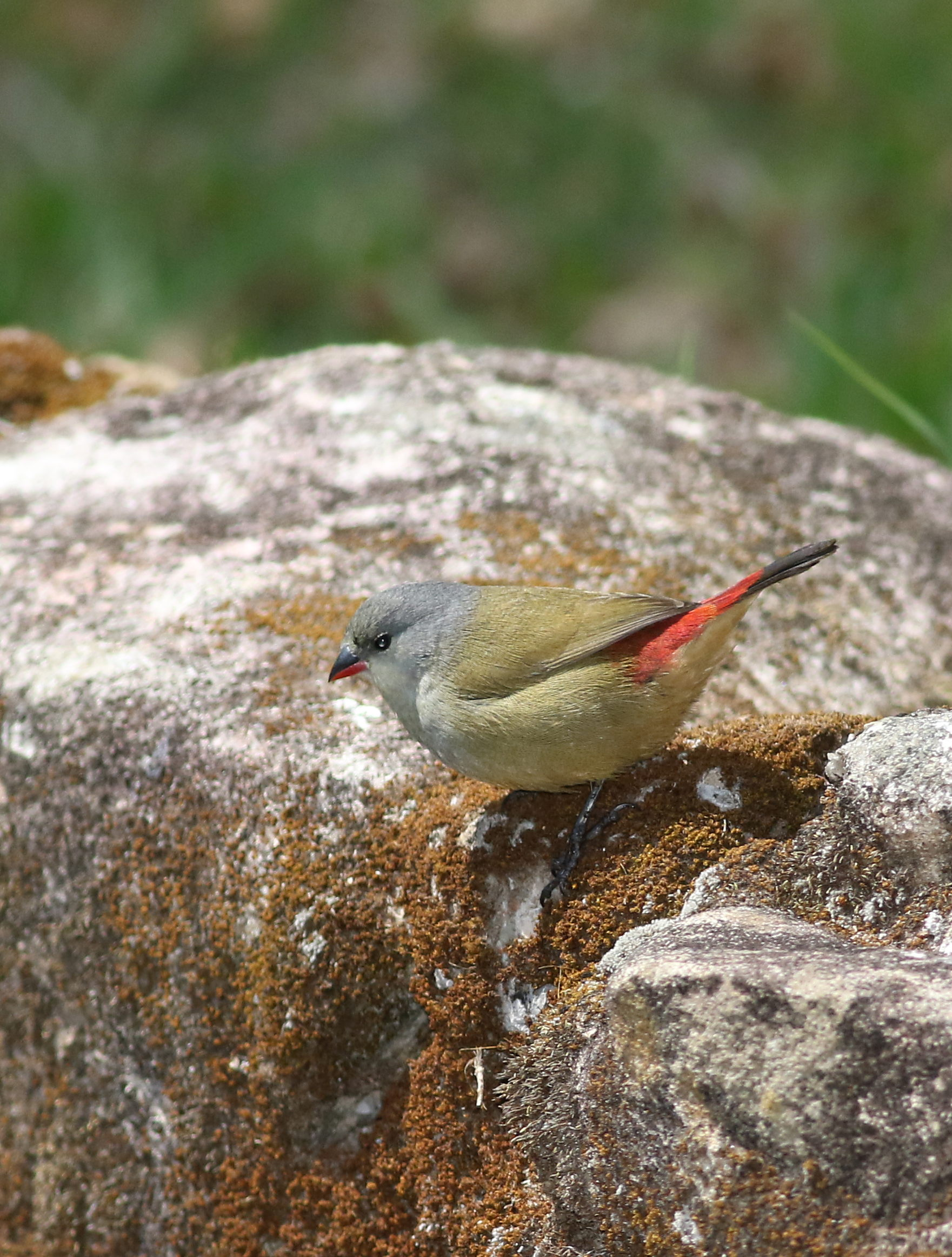
Ефіопський астрильд (підвид C. q. stuartirwini, гори Бвумба (гори), Зімбабве)

Довжина птаха становить 9-10 см. У самців голова, шия, верхня частина спини і верхня частина грудей світло-попелясто-сірі, верхня частина тіла оливково-зелена, живіт і гузка світло-жовті. Надхвістя і верхні покривні пера хвоста оранжево-червоні, хвіст чорний. Дзьоб зверху чорний, знизу червоний, лапи сірувато-коричневі. У самиць нижня частина тіла світліша, ніж у самців.

## Підвиди
Виділяють три підвиди:
- C. q. quartinia (Bonaparte, 1850) — Еритрея, Ефіопія і південний схід Південного Судану;
- C. q. kilimensis Sharpe, 1890 — від сходу ДР Конго до центральної Кенії і північної Танзанії;
- C. q. stuartirwini (Clancey, 1969) — від східної Замбії до східної Танзанії, східного Зімбабве і Мозамбіку (гори Горонгоса[en]).

## Поширення і екологія
Ефіопські астрильди мешкають в Ефіопії, Еритреї, Південному Судані, Кенії, Танзанії, Демократичній Республіці Конго, Уганді, Руанді, Бурунді, Малаві, Замбії, Зімбабве і Мозамбіку. Вони живуть в чагарникових заростях, на луках і на узліссях гірських тропічних лісів. Зустрічаються невеликими моновидовими зграйками до 15 птахів, на висоті до 2400 м над рівнем моря. Живляться насінням трав, іноді також ягодами і дрібними безхребетними. Гніздяться в чагарниках або на деревах, на висоті від 1,5 до 5 м над землею. В кладці від 3 до 6 яєць.